# Halle Berry
Halle Maria Berry (ur. 14 sierpnia 1966 w Cleveland) – amerykańska aktorka filmowa i telewizyjna. Laureatka Oscara dla najlepszej aktorki pierwszoplanowej za występ w dramacie Czekając na wyrok (2001). Za tytułową rolę w filmie Kariera Dorothy Dandridge (1999) otrzymała Emmy i Złoty Glob. Wystąpiła również w filmach z serii X-Men, a także Bumerang (1992), Flintstonowie (1994), Senator Bulworth (1998), Śmierć nadejdzie jutro (2002), Gothika (2003), Atlas chmur (2012), Połączenie (2013), Kingsman: Złoty krąg (2017) i John Wick 3 (2019).
W 2002 magazyn „People” uznał ją jedną z 50. najpiękniejszych ludzi. W 2008 została uznana przez magazyn „Esquire” za najseksowniejszą żyjącą ciemnoskórą kobietę (ang. The Sexiest Black Woman Alive), pokonując m.in. Gabrielle Union, Beyoncé, Rihannę, Tyrę Banks i Alicię Keys.

## Życiorys

### Wczesne lata
Urodziła się w Cleveland w stanie Ohio. Jej matka, Judith Ann (z domu Hawkins), urodziła się w Liverpoolu w Anglii i pracowała jako pielęgniarka w szpitalu psychiatrycznym. Miała starszą siostrę Heidi Berry-Henderson. Jej ojciec, Jerome Jesse Berry, był afroamerykańskim pracownikiem szpitala na oddziale psychiatrycznym, gdzie pracowała jej matka; później został kierowcą autobusu. Kiedy miała cztery lata, jej rodzice rozwiedli się. Była wraz z siostrą wychowywana wyłącznie przez matkę.
Od dziecka marzyła o aktorstwie i chętnie udzielała się na scenie. W 1984 ukończyła Bedford High School w Bedford, gdzie była cheerleaderką, grała w szkolnych przedstawieniach, a nawet prowadziła szkolną gazetkę. Uczęszczała do Cuyahoga Community College w Cleveland.

### Kariera
Halle dość wcześnie została zauważona przez przemysł rozrywkowy. W wieku 17 lat reprezentowała stan Ohio w wyborach Miss Nastolatek. Gdy miała 19 lat, zdobyła tytuł najpiękniejszej amerykańskiej nastolatki. W 1986 jako Miss USA wzięła udział w wyborach Miss Świata, podczas których awansowała do finału. Następnie pracowała jako modelka.

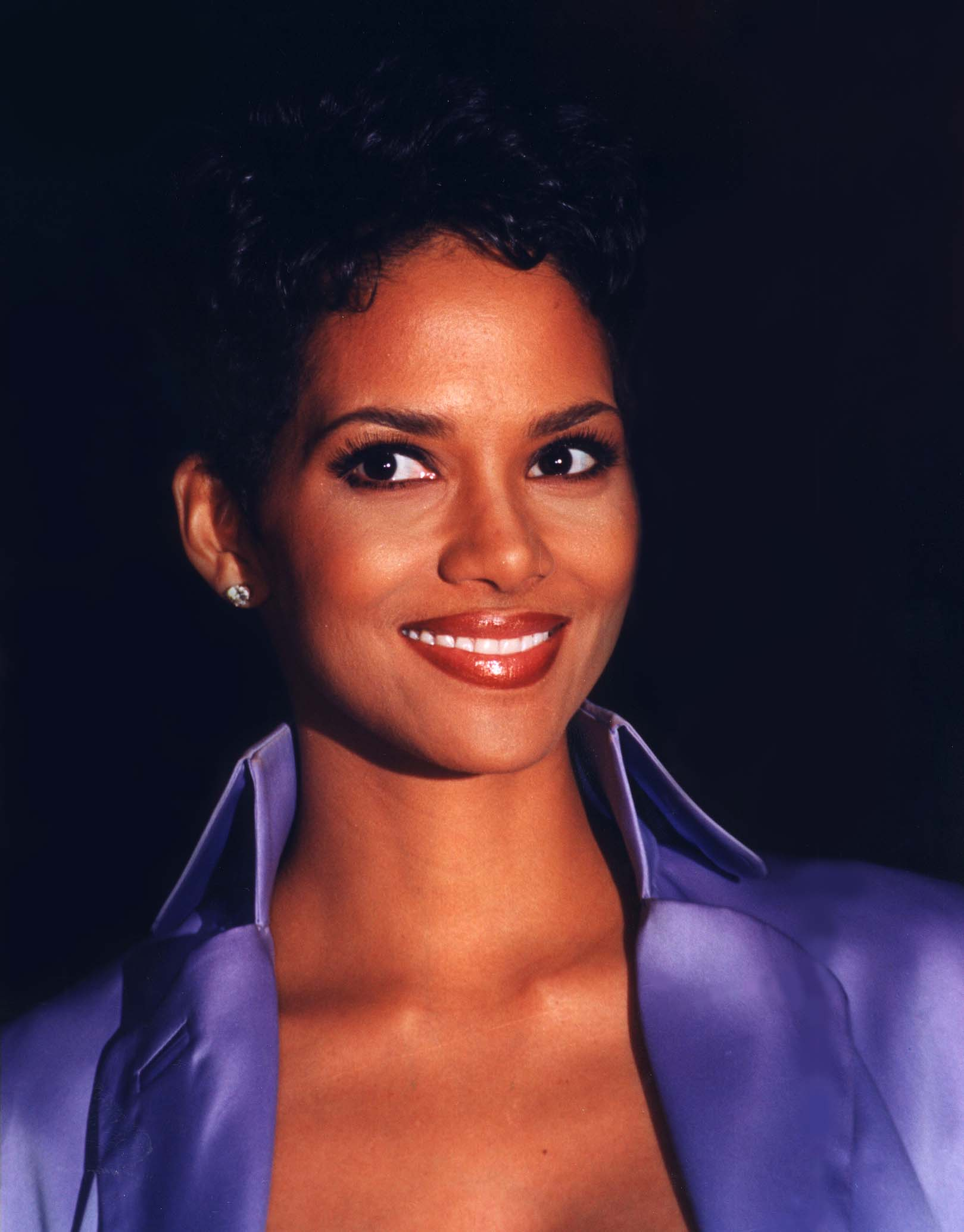
Berry (1997)

W 1989 wystąpiła jako Emily Franklin w sitcomie sieci ABC Living Dolls z Leah Remini. Na dużym ekranie pojawiła się po raz pierwszy w roli Vivian w komediodramacie romantycznym Spike’a Lee Malarii (1991). Za rolę w komedii romantycznej Bumerang (1992) była nominowana do MTV Movie Awards 1993 w dwóch kategoriach – najbardziej pożądana kobieta i przełomowa rola. Kreacja Dorothy Dandridge w dramacie biograficznym HBO Kariera Dorothy Dandridge (1999) w reżyserii Marthy Coolidge przyniosła jej Emmy i Złoty Glob. Za rolę Leticii Musgrove w melodramacie Marca Forstera Czekając na wyrok (2001) otrzymała Oscara dla najlepszej aktorki pierwszoplanowej, Srebrnego Niedźwiedzia Berlinale, Czarną Szpulę, nagrodę National Board od Review oraz nagrodę Amerykańskiej Gildii Aktorów Filmowych.
W 20. filmie z cyklu o przygodach Agenta 007 Jamesa Bonda Śmierć nadejdzie jutro (2002) u boku Pierce’a Brosnana wystąpiła jako Giacinta „Jinx” Johnson. W 2003 zagrała główną bohaterkę filmu Gothika, który został źle odebrany przez krytyków, lecz ona sama została nominowana do kilku nagród. Za tytułową rolę w filmie Pitofa Kobieta-Kot (2004) przyznano jej Złotą Malinę dla najgorszej aktorki. Następnie zagrała komiksową postać Ororo Munroe / Storm w filmach: X-Men (2000), X-Men 2 (2003), X-Men: Ostatni bastion (2006) i X-Men: Przeszłość, która nadejdzie (2014).

## Życie prywatne
Po rozwodzie z graczem baseballowym Davidem Justice’em (1992–1996) wyszła za mąż za muzyka jazzowego Erica Benéta (24 stycznia 2001), z którym rozstała się w 2003. Ze związku z kanadyjskim modelem Gabrielem Aubrym ma córkę Nahlę Ariel Aubry (ur. 16 marca 2008).
Od 2010 związała się z francuskim aktorem Olivierem Martinezem, a 11 stycznia 2012 zaręczyła się z nim. Razem zagrali parę małżeńską w dreszczowcu Śmiertelna głębia (Dark Tide, 2011). 22 listopada 2012 do domu Halle Berry przyszedł jej były partner życiowy Gabriel Aubry, by zobaczyć się ze swoją 4-letnią córką Nahlą Ariel Aubry, choć miał ograniczone prawa rodzicielskie. Jego nachalne zachowanie nie spodobało się Martinezowi i doszło do rękoczynów. Aubry znalazł się w areszcie, wyszedł po wpłaceniu 20 tys. dolarów kaucji. 13 lipca 2013 w regionie Burgundii Martinez i Halle Berry wzięli kameralny ślub. Mają syna Maceo Roberta (ur. 5 października 2013 w Los Angeles). Jednak 28 października 2015 doszło do rozwodu.
Jest diabetyczką.
29 września 2013 wygrała rozprawę sądową zakazującą fotografowania dzieci gwiazd show-biznesu. Przyczyniła się tym samym do zmiany prawa stanu Kalifornia.

## Filmy fabularne
- 1991: Strictly Business, jako Natalie
- 1991: Ostatni skaut (The Last Boy Scout), jako Cory
- 1991: Malaria (Jungle Fever), jako Vivian
- 1992: Bumerang (Boomerang), jako Angela Lewis
- 1993: Tata na wagarach (Father Hood), jako Kathleen Mercer
- 1993: The Program, jako Autumn Haley
- 1994: Flintstonowie (The Flintstones), jako panna Stone
- 1995: Salomon i królowa Saby (Solomon & Sheba), jako Nikhaule / Królowa Sheba
- 1995: Dwie matki (Losing Isaiah), jako Khaila Richards
- 1996: Krytyczna decyzja (Executive Decision), jako Jean
- 1996: Dogonić słońce (Race the Sun), jako Sandra Beecher
- 1996: Żona bogatego mężczyzny (The Rich Man’s Wife), jako Josie Potenza
- 1997: Czarne perły (B*A*P*S), jako Nisi
- 1998: The Wedding, jako Shelby Coles
- 1998: Miłość jest dla głupców (Why Do Fools Fall In Love), jako Zola Taylor
- 1998: Senator Bulworth (Bulworth), jako Nina
- 1999: Kariera Dorothy Dandridge (Introducing Dorothy Dandridge), jako D. Dandridge
- 2000: X-Men (X-Men), jako Ororo Munroe / Storm
- 2001: Kod dostępu (Swordfish), jako Ginger Knowles
- 2001: Czekając na wyrok (Monster's Ball), jako Leticia Musgrove
- 2002: Śmierć nadejdzie jutro (Die Another Day), jako Jinx Johnson
- 2003: X-Men 2 (X2), jako Ororo Munroe / Storm
- 2003: Gothika, jako Miranda Grey
- 2004: Kobieta-Kot (Catwoman), jako Patience Phillips
- 2005: Ich oczy oglądały Boga (Their Eyes Were Watching God), jako Janie Starks
- 2005: Roboty (Robots), jako Cappy (głos)
- 2006: X-Men: Ostatni bastion (X-Men: The Last Stand), jako Ororo Munroe / Storm
- 2007: Ktoś całkiem obcy (Perfect Stranger), jako Rowena Price
- 2007: Druga szansa (Things We Lost in the Fire), jako Audrey Burke
- 2010: Frankie and Alice, jako Frankie / Alice
- 2011: Śmiertelna głębia (Dark Tide), jako Kate Mathieson
- 2011: Sylwester w Nowym Jorku (New Year’s Eve), jako Aimee
- 2012: Atlas chmur (Cloud Atlas), jako Luisa Rey / Meronym / Jocasta Ayrs
- 2013: Movie 43, jako Emily (część Truth or Dare)
- 2013: Połączenie (The Call), jako  Jordan Turner
- 2014: X-Men: Przeszłość, która nadejdzie[23], jako Ororo Munroe / Storm
- 2017: Porwany jako Karla McCoy
- 2017: Kings jako Millie
- 2017: Kingsman: Złoty krąg jako Ginger
- 2019: John Wick 3 jako Sofia
- 2020: Poobijana jako Jackie Justice
- 2022: Moonfall jako Jocinda Fowler
- 2023: The Mothership jako Sara Morse (w postprodukcji)
- 2024: The Union jako Roxanne Hall

## Seriale telewizyjne
- 1989: Living Dolls, jako Emily Franklin
- 1991: Amen, jako Claire
- 1991: Inny świat (A Different World), jako Jaclyn
- 1991: They Came from Outer Space, jako Rene
- 1991: Knots Landing, jako Debbie Porter
- 1993: Queen, jako królowa
- 1998: Frasier, jako Betsy
- 2014–2015: Extant: Przetrwanie jako doktor Molly Woods

## Producent wykonawczy
- 1999: Kariera Dorothy Dandridge (Introducing Dorothy Dandridge)
- 2005: Lackawanna Blues
- 2010: Frankie and Alice
- 2014–2015: Extant: Przetrwanie
- 2017: Porwany
- 2019–2020: Boomerang
- 2020: Poobijana
- 2023: The Mothership

## Nagrody

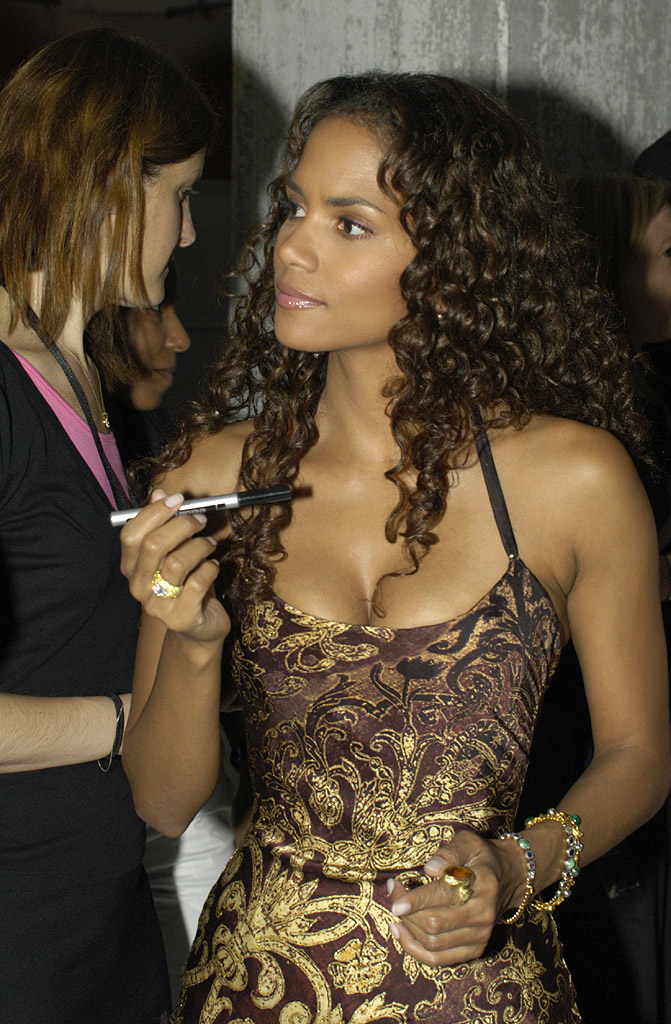
Halle Berry podczas premiery Kobiety-Kota (Hamburg, 2004)

- 2000: Kariera Dorothy Dandridge Złoty Glob Najlepsza aktorka w miniserialu lub filmie telewizyjnym
- 2000: Kariera Dorothy Dandridge Nagroda Emmy Najlepsza aktorka w miniserialu lub filmie telewizyjnym
- 2000: Kariera Dorothy Dandridge Nagroda Gildii Aktorów Ekranowych Najlepsza aktorka w miniserialu lub filmie telewizyjnym
- 2002: Czekając na wyrok (nominacja), Złoty Glob najlepsza aktorka w dramacie
- 2002: Czekając na wyrok, Oscar najlepsza aktorka
- 2002: Czekając na wyrok, Srebrny Niedźwiedź najlepsza aktorka Berlin
- 2002: Czekając na wyrok (nominacja), MTV Movie Awards najlepsza rola kobieca
- 2002: Czekając na wyrok Nagroda Gildii Aktorów Ekranowych Najlepsza aktorka pierwszoplanowa
- 2002: Czekając na wyrok Nagroda na MFF w Berlinie Najlepsza aktorka
- 2003: Śmierć nadejdzie jutro (nominacja), MTV Movie Awards najlepsza rola kobieca
- 2004: Gothika (nominacja), MTV Movie Awards najlepsza rola kobieca
- 2004: Kobieta-Kot, Złota Malina dla najgorszej aktorki
- 2005: Kobieta-Kot Złota Malina Najgorsza aktorka